# U-195
Unterseeboot 195 (U-195) foi um submarino alemão utilizado durante a Segunda Guerra Mundial. Foi um dos dois U-boats de transporte IX-D1, no qual os seus tubos de lançamento de torpedos eram removidos e o compartimento modificado para transporte de cargas. O outro IX-D1 foi o U-180, perdido na Baía da Biscaia em 1944, enquanto se preparava para uma viagem até ao Japão.
O U-195 partiu de Bordéus até às águas asiáticas a 21 de Agosto 1944, sob o comando capitão Steinfeld. Na sua carga, transportava partes de doze foguetes V-2 para as forças militares japonesas. O U-219 também transportava partes de foguetes V-2. Ambos U-boats chegaram a Jacarta em dezembro de1944. Ambos também transportavam óxido de urânio requisitado pelo General Toranouke Kawashima para o projeto japonês de desenvolvimento de bombas atómicas 1, em julho de 1943.
O U-195 esteve também envolvido numa série de tentativas de vários U-boats de voltarem para a Europa. Ao invés disso, ele teve de reabastecer os seus irmãos no Oceano Índico e voltar para Jacarta. Após a derrota alemã no conflito europeu, a embarcação foi apreendida pelos japoneses, e a sua tripulação foi tornada prisioneira. Em Agosto 1945, foi capturada pelos Aliados em Surabaya e desmantelada em 1947.